# 乌布尔宝力格苏木
乌布尔宝力格苏木，是中华人民共和国内蒙古自治区呼伦贝尔市新巴尔虎左旗下辖的一个乡镇级行政单位。

## 行政区划
乌布尔宝力格苏木下辖以下地区：
巴音贡嘎查、萨如拉扎木图嘎查、萨如拉图布嘎查、呼和诺尔嘎查、乌兰诺尔嘎查、萨如拉图雅嘎查、西林贝尔嘎查、诺干诺尔嘎查和阿拉坦哈达嘎查。